# Bryophyllum gracilipes
Bryophyllum gracilipes là một loài thực vật có hoa trong họ Crassulaceae. Loài này được (Baker) Eggli miêu tả khoa học đầu tiên năm 1992.